# Медовина (село)
 Тази статия е за селото Медовина.  За напитката със същото име вижте Медовина (напитка).  
Медовина е село в Североизточна България. То се намира в община Попово, област Търговище.

## География
Селото се намира на около 4 км югозападно от Попово, на около 300 м надморска височина, на пътя за град Антоново. Разположено е в равнинна местност. Непосредствено до него преминава ж. п. линията София – Варна. Землището му граничи с тези на селата: Паламарца, Славяново, Посабина и град Попово. С градовете Попово и Антоново и със селата Славяново и Посабина е свързано чрез асфалтови пътища, а черни пътища го свързват със селата Посабина, Ковачевец и Паламарца.
Селото е образувано от следните четири махали: Горната махала, Богдан махала, Крачол махала и Офе махала.

## Кратка историческа справка
Преди Освобождението селото е носило името Балджи Омур Кьой (селото на пчеларя Омур). През 1573 г. селото е записано в турски данъчен регистър със същото име и от тогава съществува постоянно, след прекъсвания от 1555.
Преди началото на 16 век е носело българското име Глоговиче, но се е намирало в местността Корията (на около 2 км северозападно от сегашното си землище). След появата на смъртоносен мор се е изселило на сегашното си землище. През 16 век е имало и статут на соколарско село с 12 соколари-мюсюлмани.
По време на Освобождението в селото е имало около 30 български и 150 турски къщи. Първоначално българското население избягало по време на сраженията към Лудогорието, опасявайки се от преследванията на черкезите, които тогава грабели и убивали. На 28 ноември 1877 г. в близост до селото (местността Карши махле) се е водило голямо сражение между руските войници и турската войска, в което турците били победени и принудени да отстъпят.
Балджи Омур първоначално е било турско селище, в което през 60-те г. на 19 век започнали да се заселват и българи от Стара планина, главно от Еленско.
След 1878 г., но най-много около 1883 г. дошли нови преселници-балканджии от Еленско, Тревненско (колиби Хитровци) и Габровско. Имало заселници и от Садина и други села в Поповско.
Българско училище в селото било открито непосредствено след Освобождението, а новата му сграда била построена през 1883 г. Негов патрон става името на Васил Левски. Днес то не функционира, а децата на селото учат главно в ОУ „Н. Й. Вапцаров“ в град Попово.
Селото имало стара църква, построена през 1860 г., която била ограбена и полусрутена по време на Освободителната война. С нов църковен храм, носещ името на архангел Михаил селото се сдобива едва през 1934 г. Храмът и камбанарията му са ремонтирани и укрепени през 2009 г. със средства на местни дарители и по-малки суми от Българската православна църква и Дирекцията по вероизповеданията;
На 14 август 1934 г. село Балджи Омур е преименувано на село Медовина с министерска заповед.
Турскоезичното население напуска селото на етапи през 1914, 1928 и 1950 г., като малка част от него остава в селото. През 50-те години на 20 век в Медовина се заселват българи и от кюстендилските и врачанските села.
През 2006 г. в селото е изграден „Дом за възрастни с умствена изостаналост и защитени жилища“. В него днес живеят 50 души с различни увреждания, а в защитените жилища пребивават още 15. Домът разполага с всички необходими условия за осигуряване на качествена социална грижа – модерно обзавеждане, стаи за отдих, за усамотяване, за трудова терапия, фитнес, двор с параклис и др.
Старите селски родове са били: Даскалови, Драгошиновите, Игнатевците, Казаковите, Неновите, Райковите, Ралевците, Сапунджиите, Белберите, Саидоглу и др.

## Религии
- Християнска (източноправославна) – преобладваща;
- Мюсюлманска;

## Обществени институции
- Кметство;
- Народно читалище „Иван Иванов“, основано първоначално през 1891 г.;
- СПИ „Васил Левски“ – закрито;
- Целодневна детска градина; - закрита
- „Дом за възрастни с умствена изостаналост и защитени жилища“;
- Църковно настоятелство;
- Джамия;

## Културни и природни забележителности
- В землището на селото се откриват останки от различни исторически епохи: праисторически селища и селищни могили, антични селища, могилни некрополи, тракийско светилище, намиращо се на 1 км западно, отляво на асфалтовия път за село Посабина и др.;
- Църковен храм „Св. Архангел Михаил“, изграден през 1934 г.

## Редовни събития
- Събор на селото – провежда се всяка година през последната неделя на месец октомври
- Фолклорен празник „Цветница“
- Фолклорен празник „Гергьовден“
- Национален фестивал „Никулденско веселие“

## Личности
- Иван Иванов (1923 – 1944) – партизанин от Поповския партизански отряд, загинал на 23 март 1944 г. в бункера в землището на село Ковачевец
- Любомир Бончев (р. 1931) – български политик от БКП

## Други

### Фолклорна формация „Цветница“
Фолклорната формация „Цветница“ с художествен ръководител Петър Кирилов е съставена от няколко отделни групи:
- Детска фолклорна група „Цветница“ – съставена основно от деца на възраст между 7 и 16 години, групата представя различни обичаи и народни танци. Създадена е през април 2014 г. – закрита
- Клуб за народни хора и танци „Цветница“ – съставена основно от жени. Създаден през април 2015 г.
- Фолклорна формация „Цветница“
- Вокално трио „Цветница“ – създадено през януари 2014 г.